# 拉福雷朗代诺
拉福雷朗代诺（法語：La Forest-Landerneau，法語發音：[la fɔʁε lɑ̃dεʁno]）是法国菲尼斯泰尔省的一个市镇，位于该省西北部，属于布雷斯特区。

## 地理
拉福雷朗代诺（48°25'39"N, 4°18'54"W）面积9.21 平方千米，位于法国布列塔尼大區菲尼斯泰尔省，该省份为法国最西部的省份，位于布列塔尼半岛西部，北西南三面环大西洋，东临阿摩尔滨海省和莫尔比昂省。
与拉福雷朗代诺接壤的市镇（或旧市镇、城区）包括：圣迪维、吉帕瓦、朗代諾。

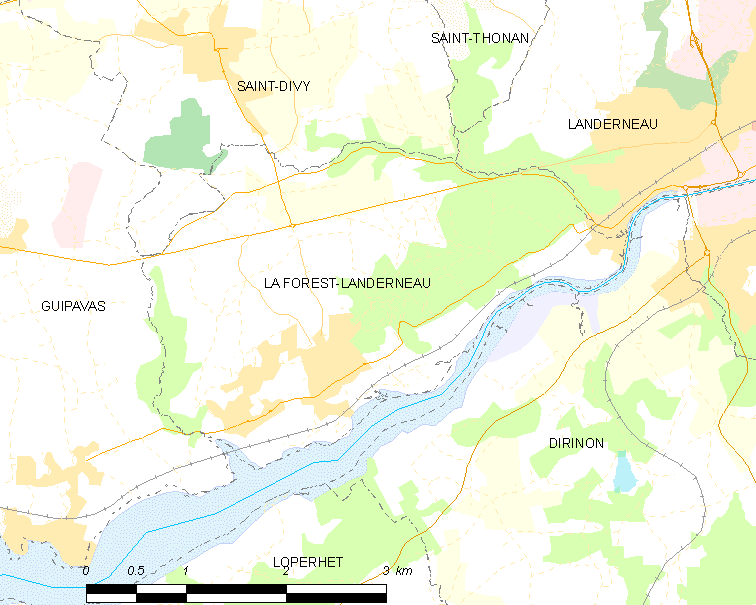
拉福雷朗代诺的OSM定位图

拉福雷朗代诺的时区为UTC+01:00、UTC+02:00（夏令时）。

## 行政
拉福雷朗代诺的邮政编码为29800，INSEE市镇编码为29056。

## 政治
拉福雷朗代诺所属的省级选区为朗代诺县。

## 人口

1962-2008年间拉福雷朗代诺人口变化图示

拉福雷朗代诺于2022年1月1日时的人口数量为1999人。